# الإعاقة في ساموا
وفقًا للبيانات التي جُمعت في عام 2006، يعيش حوالي 2100 شخص من ذوي الإعاقة في ساموا. لا يتضمن دستور البلاد أحكامًا محددة بشأن حقوق الأشخاص ذوي الإعاقة أو حمايتها، كما لا يَنُصّ صراحة على حظر التمييز ضدهم. ساموا، على الرغم من أنها ليست حاليًا من الدول الموقعة على اتفاقية الأمم المتحدة لحقوق الأشخاص ذوي الإعاقة، إلا أنها أعربت عن اهتمامها بالانضمام إليها في المستقبل.
استجابة لاحتياجات الأشخاص ذوي الإعاقة، أنشأت الحكومة الساموية فريق عمل وطني معني بالإعاقة. هذه المجموعة مسؤولة عن تطوير وتنفيذ البرامج المصممة لمساعدة الأفراد ذوي الإعاقة. تعمل فرقة العمل وفقًا للمبادئ التوجيهية التي وضعتها السياسة الوطنية وخطة العمل الوطنية للأشخاص ذوي الإعاقة، والتي أُسست في عام 2009. علاوة على ذلك، تأسست منظمة Nuanua O Le Alofa، وهي المنظمة الرائدة في مجال الدفاع عن حقوق الأشخاص ذوي الإعاقة في البلاد، في عام 2001. وقد استضافت المؤتمر الإقليمي الخامس للمحيط الهادئ حول الإعاقة في عام 2017.
على الساحة الرياضية الدولية، مُثلت ساموا في كل دورة ألعاب بارالمبية صيفية منذ دورة الألعاب البارالمبية الصيفية لعام 2000، على الرغم من أن البلاد لم تشارك بعد في دورة الألعاب البارالمبية الشتوية.

## روابط خارجية
- العرض المقدم إلى لجنة المراجعة الدورية الشاملة من شركة Nuanua O Le Alofa Inc.(NOLA)